# أولكسندر تكاتشوك
أولكسندر تكاتشوك (بالأوكرانية: Олександр Іванович Ткачук)‏ هو لاعب كرة قدم أوكراني في مركز الوسط، ولد في 20 نوفمبر 1985 في تشيرنوفتسي في أوكرانيا. لعب مع نادي الاتحاد ونادي تافريا سيمفروبول ونادي مول فيهيرفار.

## وصلات خارجية
- أولكسندر تكاتشوك على موقع اتحاد أوكرانيا (الإنجليزية)
- أولكسندر تكاتشوك على موقع قاعدة بيانات كرة القدم.إي يو (الإنجليزية)
- أولكسندر تكاتشوك على موقع Soccerway.com (الإنجليزية)